# Rosemary Leach
Pour les articles homonymes, voir Leach.
Rosemary Anne Leach est une actrice britannique, née le 18 décembre 1935 à Much Wenlock (Midlands de l'Ouest) et morte le 21 octobre 2017.

## Filmographie

### Cinéma
- 1964 : Face of a Stranger : Mary Bell
- 1973 : Ghost in the Noonday Sun : Kate
- 1973 : That'll Be the Day : Mrs. MacLaine
- 1982 : The Plague Dogs : Vera (voix)
- 1985 : Kala, Ha- : Esther
- 1985 : Turtle Diary : Mrs. Charlie Inchcliff (landlady)
- 1985 : Chambre avec vue (A Room with a View) : In England - Mrs Honeychurch
- 1990 : The Children (en) : Miss Scope
- 1993 : The Mystery of Edwin Drood : Mme Tope
- 1993 : The Hawk : Mrs. Marsh
- 1997 : Bloodlines: Legacy of a Lord : Lady Osborne
- 1999 : Whatever Happened to Harold Smith? de Peter Hewitt : la mère d'Harold
- 2000 : Breathtaking : Mme Henshow
- 2002 : The Baroness and the Pig : Margaret

#### Télévision
- 1965 : Angus Slowly Sinking? (téléfilm)
- 1965 : The Power Game (série télévisée) : Susan Weldon (1965-1966)
- 1967 : No, That's Me Over Here! (série télévisée) : Rosemary
- 1969 : Never Talk to Strangers (téléfilm) : Olive
- 1970 : Germinal (feuilleton TV)
- 1970 : Chariot of Fire (téléfilm) : Shelley Mitchell
- 1970 : Roads to Freedom (série télévisée) : Marcelle
- 1971 : Now Look Here (série télévisée) : Laura (1971-1973)
- 1974 : The Prince of Denmark (série télévisée) : Laura
- 1974 : To Sir, with Love (téléfilm) : Phillipa
- 1974 : Brève rencontre (Brief Encounter) (téléfilm) : Mrs. Gaines
- 1975 : Sadie, It's Cold Outside (série télévisée) : Sadie Potter
- 1975 : Du cidre avec Rosy (Cider with Rosie) (téléfilm) : Mother
- 1976 : Hindle Wakes (téléfilm) : Mrs. Jeffcote
- 1978 : Just Between Ourselves (téléfilm) : Vera
- 1978 : Life Begins at Forty (série télévisée) : Katy Bunting
- 1978 : Disraeli (feuilleton TV) : Queen Victoria
- 1979 : S.O.S. Titanic (téléfilm) : Mrs. Odgen
- 1981 : Tout est bien qui finit bien (All's Well That Ends Well) (téléfilm) : Widow of Florence
- 1981 : Othello (téléfilm) : Emilia
- 1982 : The Critic (téléfilm) : Mrs. Dangle
- 1984 : Le Joyau de la couronne (feuilleton TV) : Aunt Fenny
- 1984 : Swallows and Amazons Forever!: Coot Club (téléfilm) : Mrs. Barrable
- 1984 : Swallows and Amazons Forever!: The Big Six (téléfilm) : Mrs. Barrable
- 1985 : Displaced Person (téléfilm) : Sister Agnes
- 1987 : When We Are Married (téléfilm) : Clara Soppitt
- 1987 : The Charmer (feuilleton TV) : Joan Plumleigh-Bruce
- 1987 : Still Crazy Like a Fox (téléfilm) : Eleanor Trundle
- 1988 : Across the Lake (téléfilm) : Connie Robinson
- 1989 : Summer's Lease (feuilleton TV) : Nancy Leadbetter
- 1990 : Dark River (téléfilm)
- 1990 : The Winslow Boy (téléfilm) : Violet
- 1991 : Titmuss Regained (feuilleton TV) : Dot Curdle
- 1992 : An Ungentlemanly Act (téléfilm) : Mavis Hunt
- 1992 : Shall We Gather at the River (téléfilm) : Mrs. Alcock
- 1992 : The Tomorrow People (série télévisée) : Gladys Toms
- 1993 : Tender Loving Care (téléfilm) : Mary
- 1995 : Stick with Me, Kid (série télévisée) : Grandma
- 1995 : The Buccaneers (feuilleton TV) : Lady Brightlingsea
- 1995 : Blood and Peaches (téléfilm) : Nan
- 1997 : Look and Read (série télévisée) : Aunty Amy ("Spywatch" series) (1996)
- 1998 : Berkeley Square (feuilleton TV) : Nanny Collins
- 1999 : Tilly Trotter (téléfilm) : Mrs Forefoot Meadows
- 2001 : Inspecteur Barnaby (série télévisée) - Saison 4 - épisode 2 : L'Ange destructeur : Evelyn Pope
- 2001 : Perfect (téléfilm) : Vera
- 2001 : Back Home (téléfilm) : Mrs. Dickinson
- 2002 : Prince William (téléfilm) : Queen Elizabeth
- 2004 : Odd Socks (série télévisée) : Velma
- 2004 : Bosom Pals (téléfilm) (voix)
- 2005 : The Secretary Who Stole £4 Million (téléfilm) : Carol Samson
- 2009 : Margaret (téléfilm) : Élisabeth II